# Elżbieta Polak
Elżbieta Anna Polak z domu Pawłowicz (ur. 6 września 1959 w Przemkowie) – polska polityk i samorządowiec, była burmistrz Małomic, w latach 2008–2010 wicemarszałek, a w latach 2010–2023 marszałek województwa lubuskiego, posłanka na Sejm X kadencji.

## Życiorys
Córka Antoniego i Genowefy. Ukończyła studia na Wydziale Prawa i Administracji Uniwersytetu Wrocławskiego. Kształciła się podyplomowo w zakresie zarządzania podmiotami gospodarczymi.
Przez ponad dwadzieścia lat (od 1980 do 2002) była zatrudniona w urzędzie miasta i gminy Małomice. Zaczynała jako inspektor, w 1991 została sekretarzem miasta. Od 1990 przez dwie kadencje pełniła też funkcję radnej gminy. Po wyborach samorządowych w 1998 rada miejska wybrała ją na urząd burmistrza. W tym samym roku uzyskała mandat radnej powiatu żagańskiego, obejmując stanowisko wiceprzewodniczącej rady. W bezpośrednich wyborach samorządowych w 2002 przegrała z kandydatem SLD.
W tym samym roku została dyrektorem gabinetu prezydenta Zielonej Góry. Należała do Unii Wolności, z listy której kandydowała w 1997 i 2001 do Sejmu. Następnie przeszła do Platformy Obywatelskiej. W 2007 objęła stanowisko dyrektora regionalnego ośrodka Fundacji Rozwoju Demokracji Lokalnej, a później wakujący mandat radnej sejmiku lubuskiego.
Pełniła też różne funkcje w organizacjach społecznych, m.in. stała na czele Lubuskiego Forum Urzędników Europejskich i Stowarzyszenia Przyjaciół Małomic. Była wiceprzewodniczącą rady programowej TVP Gorzów Wielkopolski i członkinią zarządu klubu sportowego Lechia Zielona Góra.
W 2008 została jednym z dwóch wicemarszałków tego województwa. W 2010 bez powodzenia kandydowała na urząd prezydenta Zielonej Góry. Uzyskała ponownie mandat radnej sejmiku. 29 listopada 2010 wybrana na urząd marszałka województwa lubuskiego. W 2014 ponownie została radną, a 1 grudnia tegoż roku po raz drugi powołana na stanowisko marszałka lubuskiego. Również w 2018 utrzymała mandat radnej sejmiku na kolejną kadencję. 22 listopada 2018 objęła urząd marszałka na trzecią z rzędu kadencję. W 2019 bezskutecznie startowała do Parlamentu Europejskiego.
W 2023 otworzyła listę Koalicji Obywatelskiej do Sejmu w okręgu lubuskim. 13 października (dwa dni przed głosowaniem) zrezygnowała z funkcji marszałka województwa. W wyborach parlamentarnych uzyskała następnie mandat posłanki X kadencji, otrzymując 78 475 głosów. Po tych wyborach zrezygnowała następnie z objęcia mandatu w Parlamencie Europejskim, który zwolnił Bartosz Arłukowicz. W 2024 z ramienia KO bezskutecznie startowała w kolejnych wyborach europejskich.

## Wyniki w wyborach ogólnopolskich
| Wybory | Komitet wyborczy                | Komitet wyborczy     | Organ                            | Okręg          | Wynik           |
| ------ | ------------------------------- | -------------------- | -------------------------------- | -------------- | --------------- |
| 1997   |                                 | Unia Wolności        | Sejm III kadencji                | nr 52          | 1472 (0,71%)    |
| 2001   | Sejm IV kadencji                | Unia Wolności        | nr 8                             | 604 (0,19%)    |                 |
| 2019   |                                 | Koalicja Europejska  | Parlament Europejski IX kadencji | nr 13          | 40 942 (4,66%)  |
| 2023   |                                 | Koalicja Obywatelska | Sejm X kadencji                  | nr 8           | 78 475 (15,18%) |
| 2024   | Parlament Europejski X kadencji | Koalicja Obywatelska | nr 13                            | 42 931 (5,65%) |                 |

## Odznaczenia i wyróżnienia
- Krzyż Kawalerski Orderu Odrodzenia Polski (2014)[15]
- Złoty Krzyż Zasługi (2010)[16]
- Srebrny Krzyż Zasługi (2001)[17]
- Medal „Pro Patria” (2014)[18]
- Order Zasługi Brandenburgii (2022)[19]
- Medal „Człowiek w służbie powiatu” przyznany przez starostę słubickiego (2022)[20]
- Odznaka Honorowa „Wierni Tradycji” przyznana przez Zarząd Główny Towarzystwo Pamięci Powstania Wielkopolskiego 1918/1919 (2016)[21]
- Nagroda im. Grzegorza Palki (2019)[22]
- Tytuł „Lider z Powołania 2017” przyznany przez redakcję magazynu „Why Story”[23]